# عباس ادیب
عبّاس ادیب حبیب‌آبادی (متولّد ۱۲ آبان ۱۳۰۱ – فوت ۱۵ مرداد ۱۴۰۰) پزشک ایرانی و استاد بازنشسته‌ی «دانشگاه علوم پزشکی اصفهان» بود. او در قریه‌ی «حبیب‌آباد» واقع در بیست کیلومتری «اصفهان» در آن سال و پانزده کیلومتری «اصفهان» امروز متولّد شد. همسرش پرستار بود و در سال ۱۳۷۶ درگذشته است و پس از آن، استاد به‌تنهایی زندگی می‌کرد. ازو دو دختر به یادگار مانده‌اند که هردو اکنون از پزشکان مجرّب هستند. در "گفتگو با حافظه‌ی تاریخی دانشگاه اصفهان" او شرح مفصّلی از تجربه‌های مهمّ زندگی‌اش را بیان کرده است. «دکتر عبّاس ادیب حبیب‌آبادی» در اوایل دهه‌ی چهل شمسی با همکاری «دکتر نفیسی»، «دانشگاه اصفهان» را از انحلال نجات دادند. در شرح خدمات  و آثار علمی دکتر عبّاس ادیب نوشته شده است که ’او برای ترجمه‌ی کتاب «تشخیص و درمان طبی بیماریها» برگزیده‌ی دوّمین دوره‌ی «کتاب سال ایران» شد.  ایشان برگزیده‌ی پنجمین دوره‌ی «جایزه‌ی علمی علّامه‌طباطبایی بنیاد ملّی نخبگان» سال ۱۳۹۸ می‌باشد. از «دکتر ادیب» بعنوان «پدر علم فارماکولوژی» نیز یاد می‌شود.‘ در ابتدا «دکتر ادیب» به‌تنهایی این درس را تدریس می‌نمود و سپس با همکاری «دکتر غفّاری» به تدریسْ ادامه می‌داد. «دکتر ادیب» در زادگاه خودش «شهر حبیب‌آباد» برخوار یک مدرسه‌ی راهنمایی به یابود پدر گرامی‌اش تأسیس و به نام «محمّدعلی ادیب حبیب‌آبادی» نامگذاری نموده است. 
1. ↑  ایسنا، خبرنگار زهرا محمدی (۱۳ اردیبهشت ۱۳۹۳). «گفتگو با حافظه تاریخی دانشگاه اصفهان». خبر گزاری دانشجویان ایران "ایسنا".